# Cameron Cowperthwaite
Cameron Cowperthwaite (* 25. Juni 1992 in Los Angeles) ist ein amerikanischer Schauspieler.

## Leben und Karriere
Cowperthwaites Eltern sind beide auch im Filmgeschäft und lernten sich beim Alabama Shakespeare Festival kennen, bevor sie für ihre Karrieren nach Los Angeles zogen. Er wurde in dem benachbarten Burbank geboren, wuchs aber in Wilmington, Delaware auf. Seine Mutter arbeitet als Script Supervisor und führte bei Fernsehepisoden Regie, wodurch Cowperthwaite in seiner Kindheit Filmsets in New York City besuchen konnte. Er beschrieb, dass er sich als Kind zuhause immer wieder als Filmfiguren verkleidete. Mit 18 Jahren begann er in New York als Model zu arbeiten. Er studierte zunächst an einer Universität Medizin, um Arzthelfer zu werden. Erst als er das Stück The Cripple of Inishmaan von Martin McDonagh gesehen hatte, entschied er sich für die Schauspielerei. Einen Monat nach seinem Abschluss 2014 zog er nach Hollywood, wo er durch seine Agentin Kontakt zu dem Schauspiellehrer Howard Fine erhielt. Cowperthwaite hatte sein erstes Vorsprechen und seine erste Rolle in Criminal Minds: Beyond Borders. Dem folgte eine Episodenrolle in Ryan Murphys Feud neben Susan Sarandon. Murphy besetzte ihn daraufhin in einer längeren Nebenrolle in Cult sowie 2022 in Dahmer und der Anthologie American Horror Stories.

## Filmografie
- 2016: Criminal Minds: Beyond Borders (1 Episode)
- 2017: Feud (1 Episode)
- 2017: Unbreakable Kimmy Schmidt (1 Episode)
- 2017: The Deuce (1 Episode)
- 2017: American Horror Story (Staffel Cult, 4 Episoden)
- 2018: Animal Kingdom (1 Episode)
- 2018: Torture – Einladung zum Sterben (Pledge)
- 2018: Navy CIS (1 Episode)
- 2018, 2024: Seattle Firefighters (4 Episoden)
- 2019: Shameless (1 Episode)
- 2022: Dahmer (2 Episoden)
- 2022: Double Down South
- 2022–2023: American Horror Stories (2 Episoden)
- 2023: The Rookie (1 Episode)
- 2023: 9-1-1: Lone Star (2 Episoden)
- 2023: Bury the Bride
- 2024: Fallout (1 Episode)
- 2024: John Sugar (2 Episoden)
- 2025: On Call (1 Episode)
- 2025: Rescue: HI-Surf (1 Episode)